# Рельсовый стык

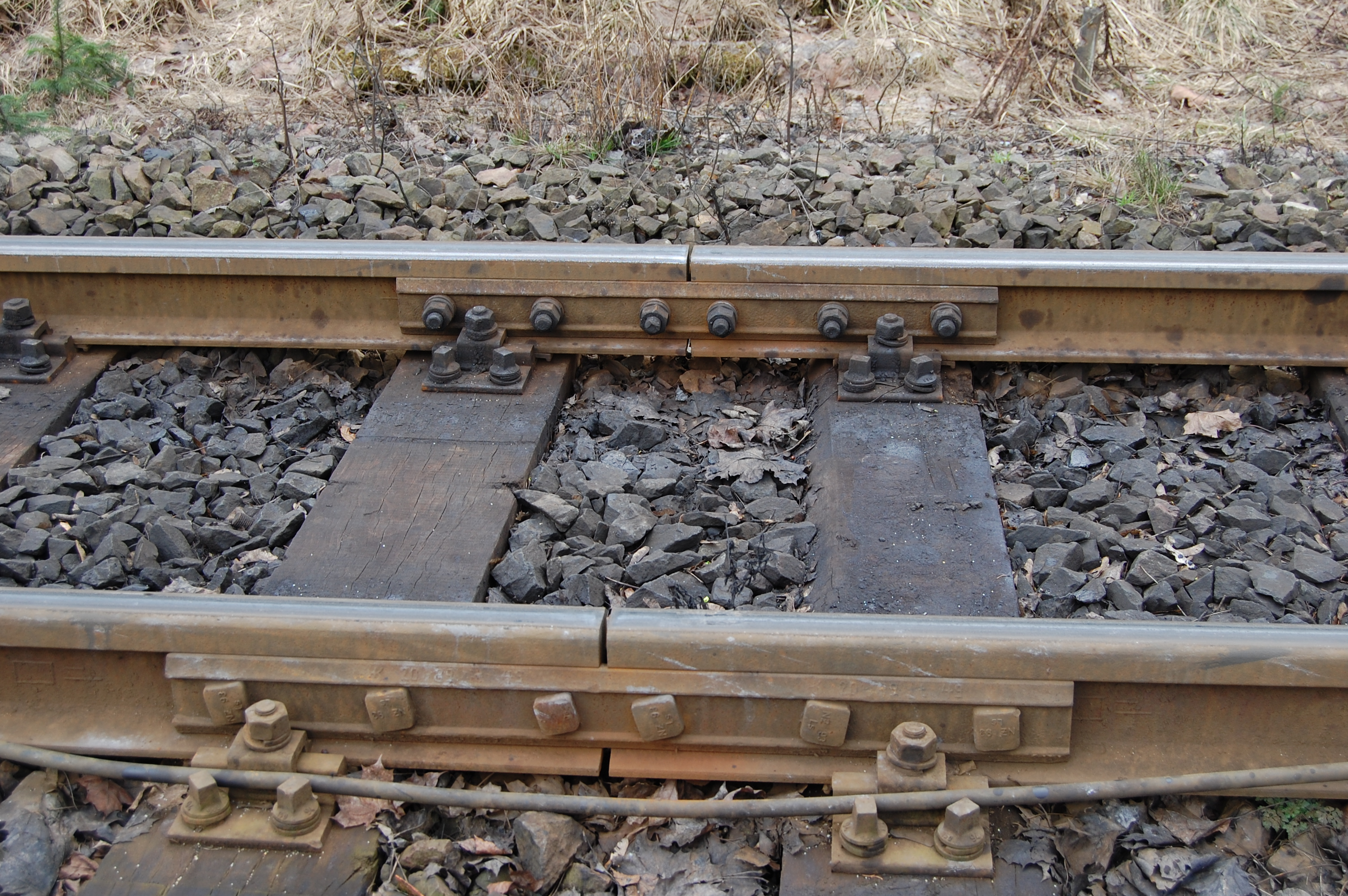
Рельсовые стыки на весу

Рельсовый стык — место соединения двух рельсов на железной дороге. Стык обязательно включает в себя зазор для свободного удлинения рельсов при изменении температуры (в метрополитенах, где температура воздуха постоянная, рельсы уложены плотно друг к другу, чтобы не допустить нежелательного покачивания поездов в стороны при движении по туннелям, поскольку в противном случае поезда могут задеть корпусом и повредить и себя, и элементы электрооборудования на стенах туннелей). Рельсы удерживает от сдвига металлическая пластина (в изолирующих стыках — из диэлектрика (текстолит, металлокомпозит), изолированная от рельсов комплектом боковых и торцевых прокладок и втулок, прижимаемая к рельсам 4—6 болтами с двух сторон. В классическом рельсовом стыке отверстия для крепёжных болтов в накладках имеют продолговатую форму через одно отверстие, то есть из шести отверстий три имеют продолговатую форму. Противоположные друг другу отверстия в накладках по разным сторонам стыка получаются разной формы — круглое отверстие находится напротив овального. Овальное отверстие имеет такую форму из-за специальной овальной части головки стыковых болтов, которые входят в овальное отверстие и не проворачиваются при закручивании гайки стыкового болта. Отверстия в рельсах для стыковых болтов больше диаметра болта на 20 мм, это сделано для того, чтобы обеспечить перемещение конца рельса при температурном удлинении/укорочении рельса без возникновения срезающего усилия в болтах. Слепой зазор (отсутствие зазора) говорит о возникновении температурного напряжения сжатия в рельсе, что может привести к температурному выбросу пути. Зазор более 20 мм говорит о возникновении срезающего усилия в стыковых болтах. При величине зазора более 20 мм ограничивается скорость движения поездов по участку пути с таким зазором. При величине зазора более 35 мм движение поездов на участке закрывается до устранения неисправности стыка.
С целью уменьшения шума от железнодорожного транспорта, уменьшения износа колёс и рельсов и увеличения скорости движения поездов, иногда используются рельсы со скошенными под углом стыками.
Решение проблемы теплового зазора позволило создать так называемый бесстыковой путь. Он используется на железной дороге. На Московском метрополитене на эстакадной части Бутовской линии проводились работы по устройству бесстыкового пути. Данная технология несколько снижает потери энергии и износ рельсов, а также значительно снижает количество дефектов, возникающих в металле рельса при ударе в стык, устраняет проблему выплесков под стыками и значительно снижает уровень шума. Бесстыковые пути также часто используют при обустройстве трамвайных путей. Применение бесстыкового пути относится к ресурсосберегающим технологиям в путевом хозяйстве.
Для создания (врезки) стыка в плеть или звено используют две машины — рельсорезный станок и рельсосверлильный станок. Рельсорезный станок может быть в виде отрезного круга большого диаметра, по типу угловой шлифовальной машины, приводимое в действие собственным бензиновым двигателем и станка с поступательно движущимся полотном. Сверление отверстий под стыковые болты производится сверлильным станком, сверлом с твердосплавным наконечником. Последние два вида станков приводятся в действие электричеством, вырабатываемым переносной электростанцией «ЖЭС».
В железнодорожной терминологии характерно произношение слова «стык» во множественном числе с ударением на окончании, например: «стыки́», «в стыка́х».

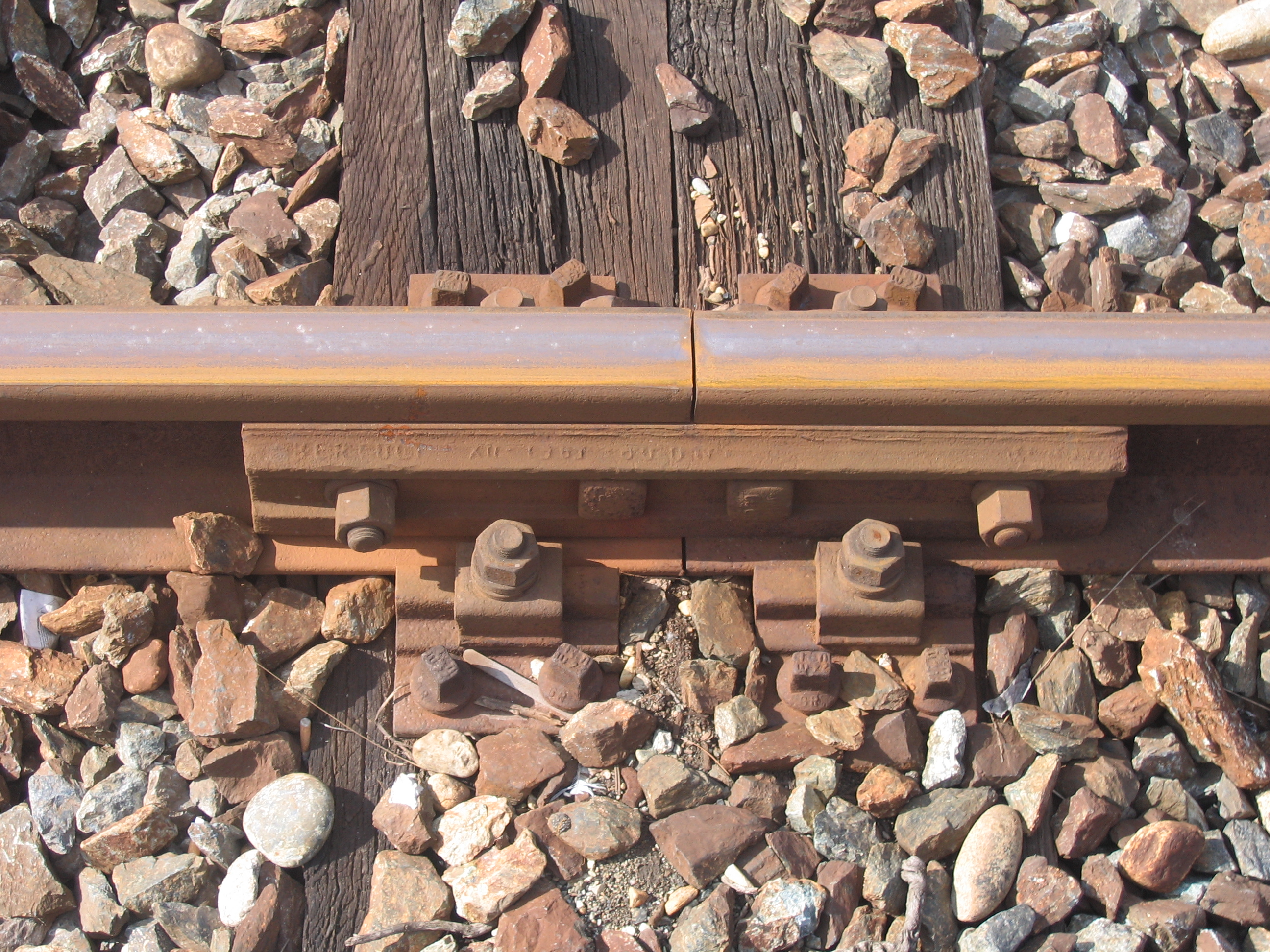
Стык на шпале
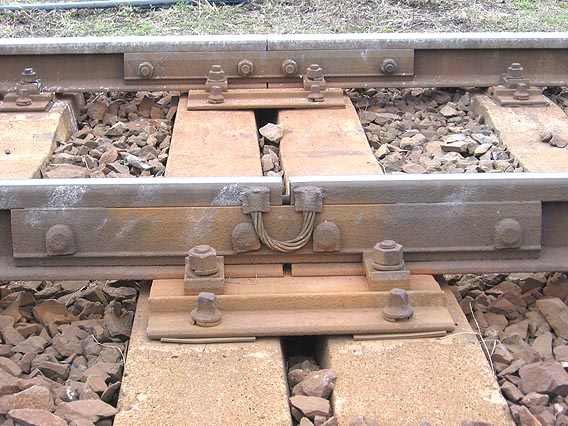
Стык на сближенных шпалах с общим подпятником и приваренный стыковый соединитель
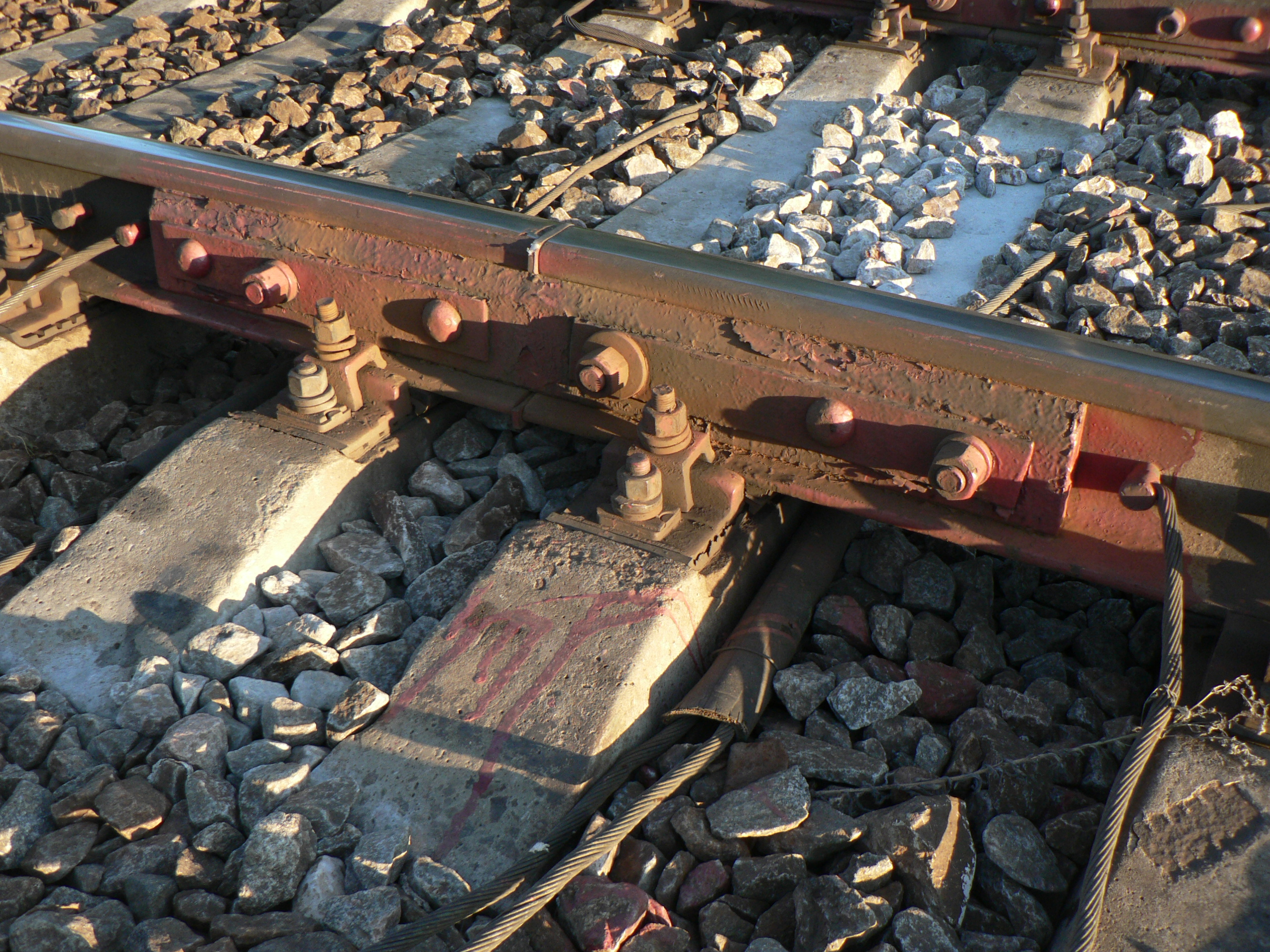
Изолирующий стык[4] с накладками и профильной изолирующей прокладкой между головками рельсов из стеклотекстолита
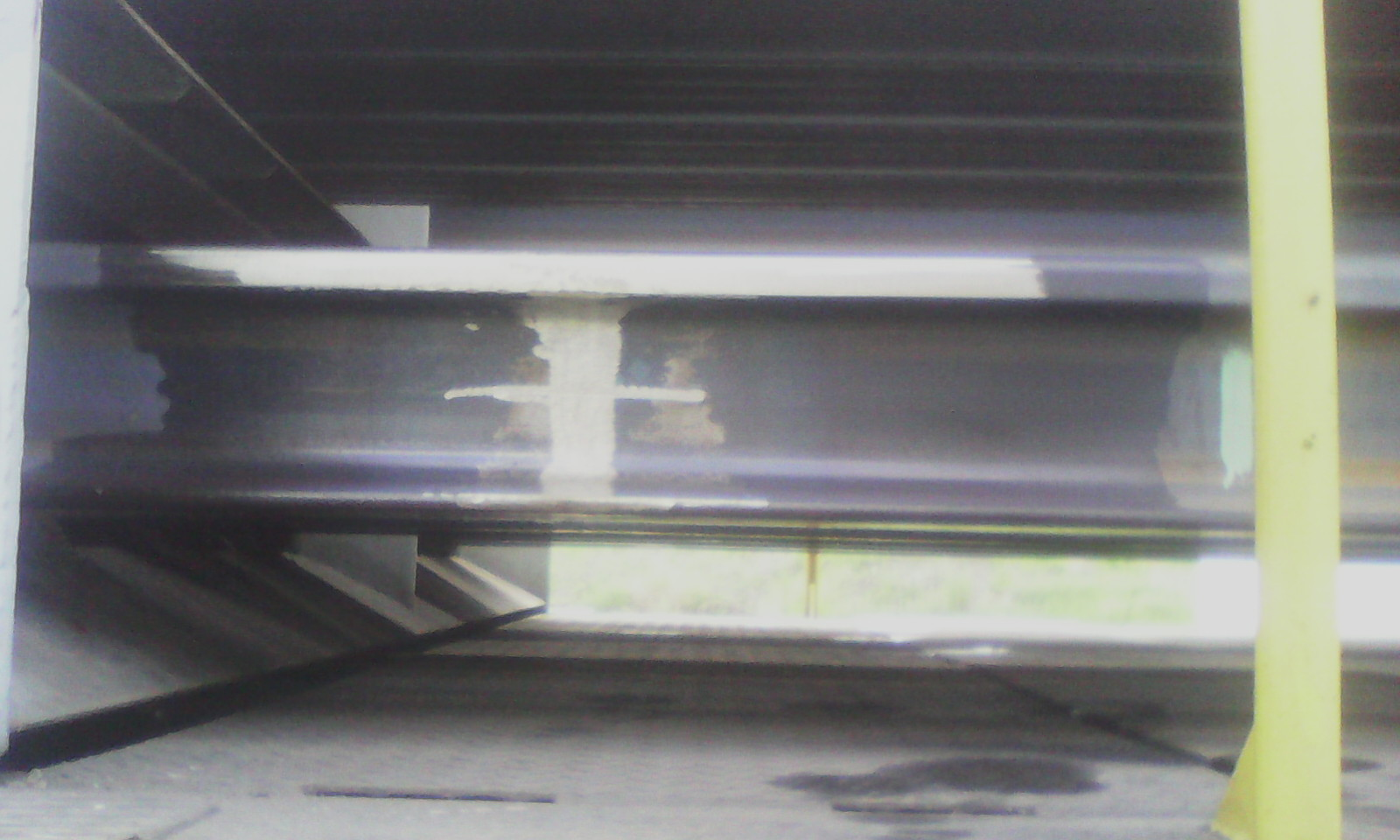
Заводской (в РСП-13) сварной стык рельсовой плети для бесстыкового пути
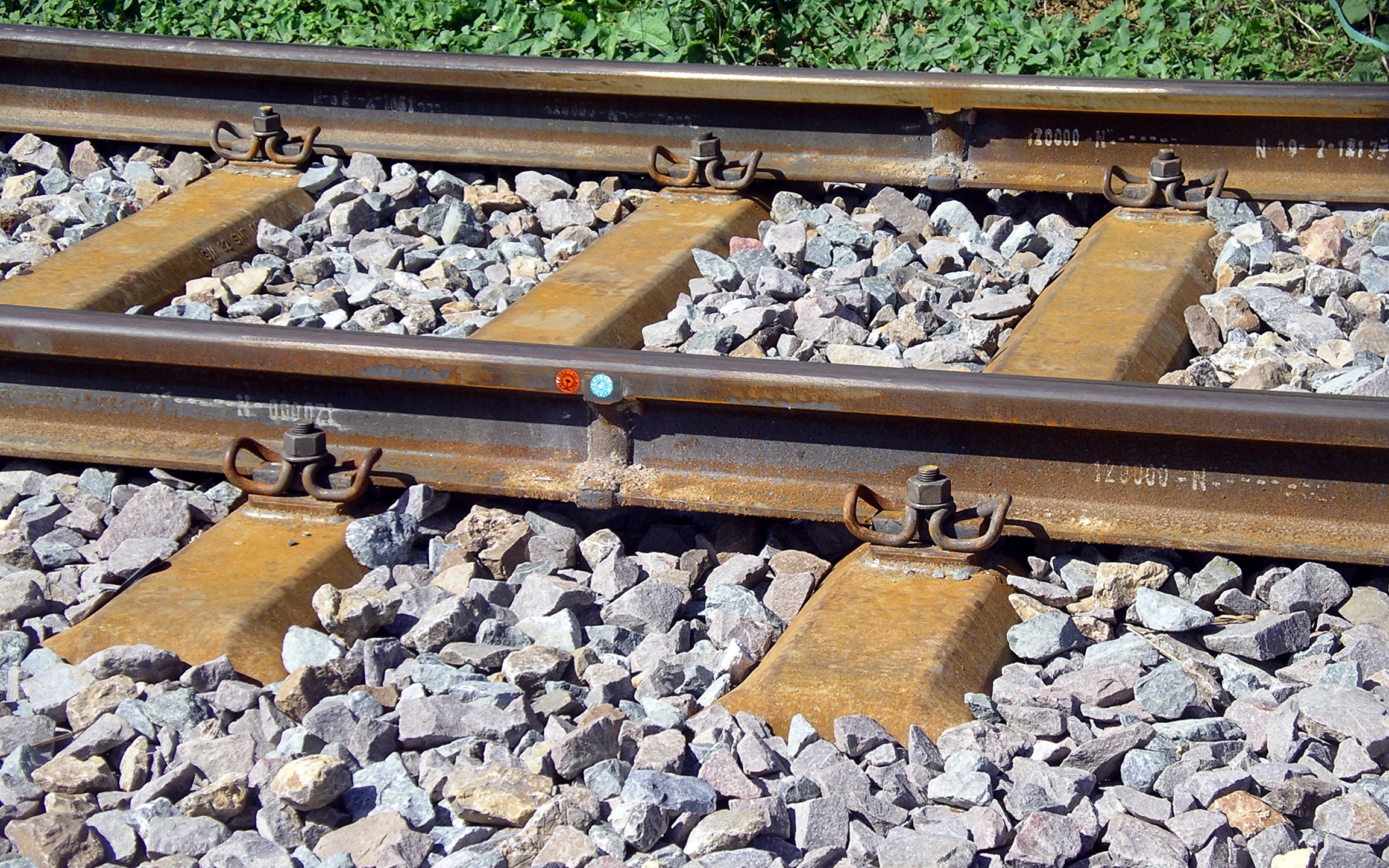
Сварные стыки после алюмотермитной сварки на месте
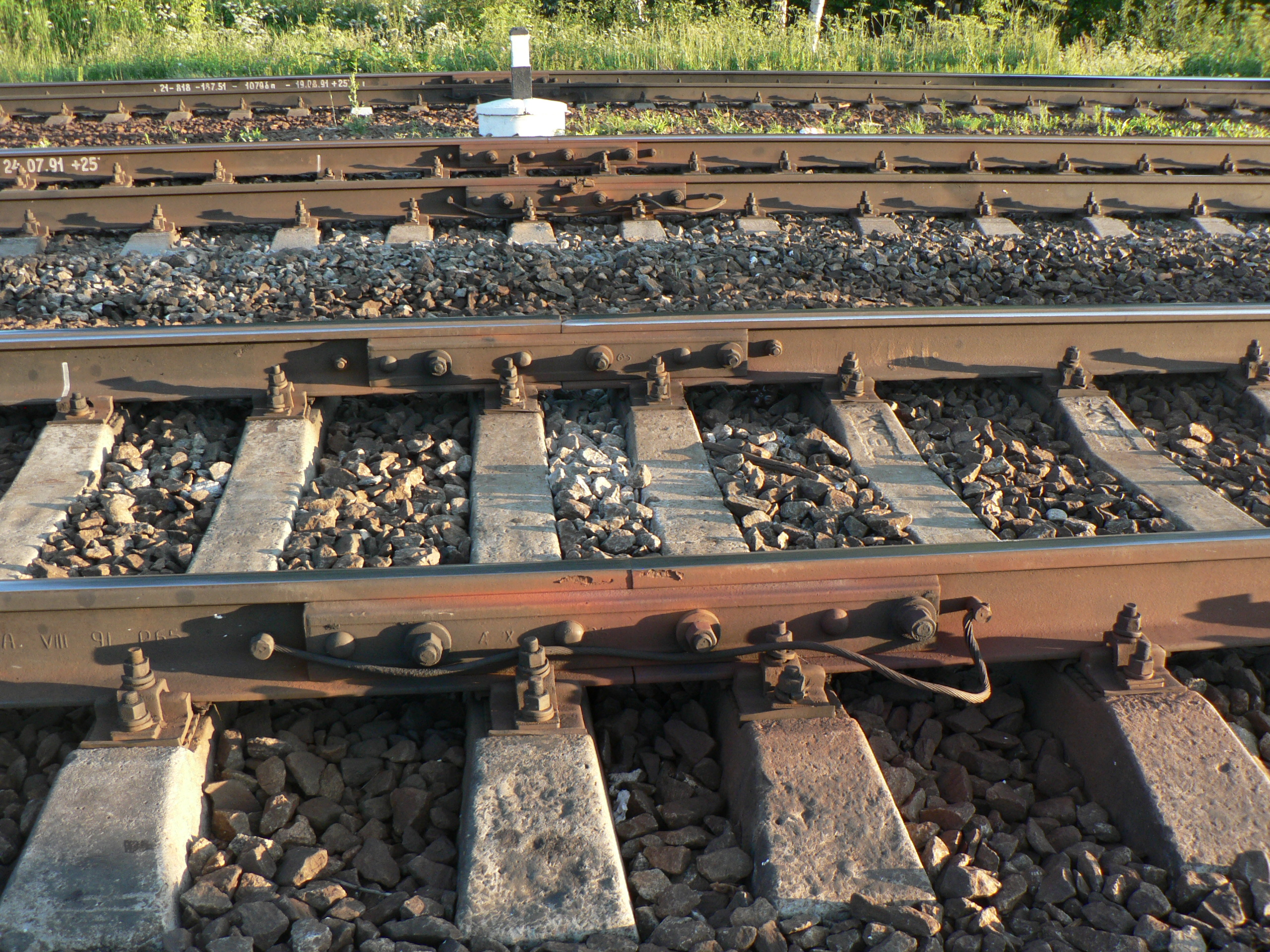
Уравнивающий стык рельсовых плетей и прикрученные стыковые соединители